# スコット・ハミルトン (ミュージシャン)

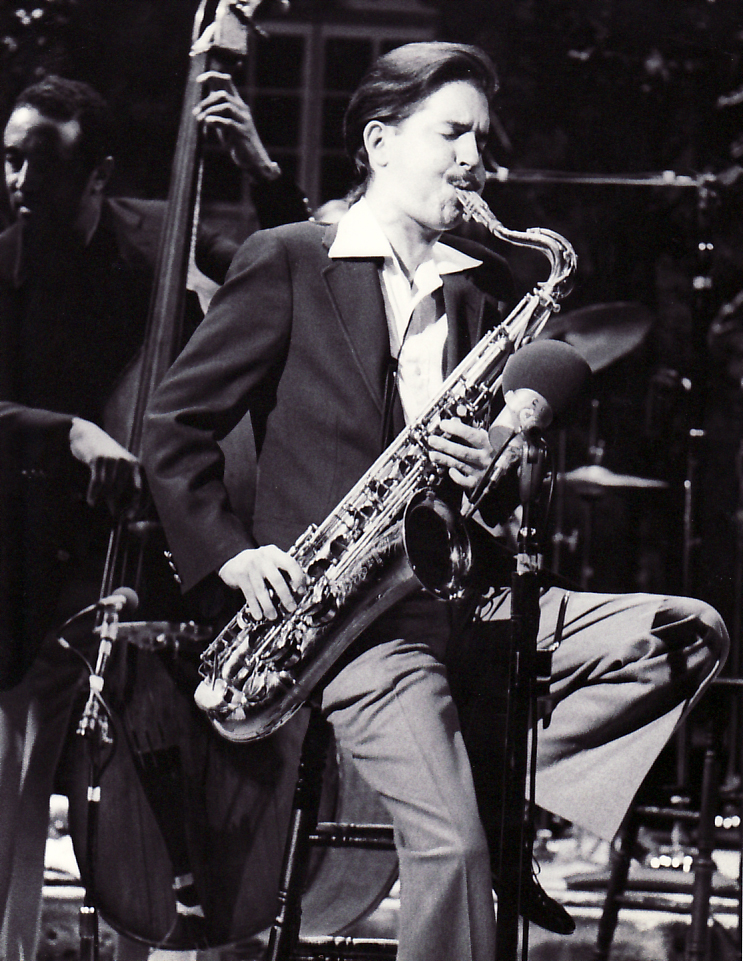
レイ・ブラウン (左)とスコット・ハミルトン（1979年）

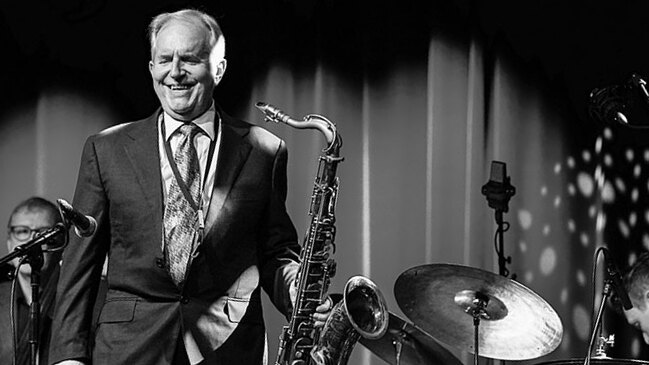
スコット・ハミルトン（2018年）

スコット・ハミルトン（Scott Hamilton、1954年9月12日 - ）は、スウィングとストレイト・アヘッド・ジャズに関わるアメリカのジャズ・テナー・サクソフォーン奏者。彼の長男、オカモトショウは、日本のロック・バンド、OKAMOTO'Sのボーカリストである。

## 略歴
ハミルトンは、アメリカ・ロードアイランド州プロビデンスで生まれた。16歳でテナー・サックスを演奏し始めた。1976年、ニューヨークに移り、10年ほど過ごした頃にベニー・グッドマンと演奏した。ほとんどの場合、彼はバンドリーダーを務めていた。ルビー・ブラフやウォーレン・ヴァシェと仕事をしている。
1977年、Chiaroscuroのためにリーダーとして最初の重要なジャズ・アルバムを録音。同年、コンコードのために自身名義の最初のアルバムを録音するようになり、ソロとして、またコンコード・ジャズ・オールスターズのメンバーとして、長いレコーディング・キャリアを維持することとなった。彼は10年間、スタジオとツアーで歌手のローズマリー・クルーニーに同行した。
1980年代には、日本、スウェーデン、イギリスをツアーし、フランス・ニースのグランデ・パレード・デュ・ジャズで演奏した。1990年代、彼はロンドンに移り、ジョン・ピアース、デイヴ・グリーン、スティーヴ・ブラウンと一緒にカルテットを結成した。2007年、彼はブレコン・ジャズ・フェスティバルにゲスト出演し、ハンフリー・リトルトンと彼のバンドと共演した。このコンサートの一部は、BBC 4で『Humph's Last Stand』として放送された。これは、2008年に亡くなった後の、リトルトンへのトリビュートとなっている。2013年と2014年に、ハミルトンはアンドレア・モティスとジョーン・チャモロと共演した。

## ディスコグラフィ

### リーダー・アルバム
- 『ファースト』 - Scott Hamilton Is a Good Wind Who Is Blowing Us No Ill (1977年、Concord Jazz)
- 『2』 - Scott Hamilton 2 (1978年、Concord Jazz)
- 『ニューヨーク・バンド』 - Scott Hamilton and Warren Vache (with Scott's Band in New York) (1978年、Concord Jazz) ※with ウォーレン・ヴァシェ
- 『ライヴ・アット・ザ・'77コンコード・サマー・フェスティバル』 - Live at Concord '77 (1978年、Concord Jazz) ※with ロス・トンプキンス、ジョー・ヴェヌーティ、レイ・ブラウン、ジェイク・ハナ
- 『スウィンギング・ヤング・スコット』 - Swinging Young Scott (1978年、Famous Door) ※with ウォーレン・ヴァシェ、ブッチ・マイルス
- 『ザ・グランド・アピアランス』 - The Grand Appearance (1978年、Progressive) ※with ハンク・ジョーンズ、トミー・フラナガン
- 『バック・トゥ・バック』 - Back to Back (1979年、Concord Jazz) ※with バディ・テイト
- 『ノー・ベース・ヒット』 - No Bass Hit (1979年、Concord Jazz) ※with ジェイク・ハナ、デイヴ・マッケンナ
- 『テナーシューズ』 - Tenorshoes (1980年、Concord Jazz)
- 『摩天楼』 - Skyscrapers (1980年、Concord Jazz) ※with ウォーレン・ヴァシェ
- 『アップル・アンド・オレンジ』 - Apples and Oranges (1981年、Concord Jazz)
- 『スコッツ・バディ』 - Scott's Buddy (1981年、Concord Jazz) ※with バディ・テイト
- 『クローズ・アップ』 - Close Up (1982年、Concord Jazz)
- 『ツアー・デ・フォース』 - Tour De Force (1982年、Concord Jazz) ※with アル・コーン
- 『セカンド・セット』 - The Second Set (1983年、Concord Jazz)
- 『イン・コンサート』 - In Concert (1983年、Concord Jazz)
- 『ア・ファースト』 - A First (1985年、Concord Jazz) ※with ルビー・ブラフ
- 『月影のセールボート』 - A Sailboat in the Moonlight (1986年、Concord Jazz) ※with ルビー・ブラフ
- 『メジャー・リーグ』 - Major League (1986年、Concord Jazz) ※with ジェイク・ハナ、デイヴ・マッケンナ
- 『サウンド・インヴェストメント』 - A Sound Investment (1987年、Concord Jazz) ※with フリップ・フィリップス
- 『ライト・タイム』 - The Right Time (1987年、Concord Jazz)
- 『テイク8』 - Take 8 (1988年、Concord Jazz) ※コンコード・オールスターズ名義
- 『プレイズ・バラッズ』 - Plays Ballads (1989年、Concord Jazz)
- 『ラジオ・シティ』 - Radio City (1990年、Concord Jazz)
- 『アット・ラスト』 - The Gene Harris/Scott Hamilton Quintet: At Last (1990年、Concord Jazz) ※with ジーン・ハリス、ハーブ・エリス、レイ・ブラウン、ハロルド・ジョーンズ
- 『グルーヴィン・ハイ』 - Groovin' High (1992年、Concord Jazz) ※with ケン・ペプロウスキー、スパイク・ロビンソン
- 『レイス・ポイント』 - Race Point (1992年、Concord Jazz) ※with ジェラルド・ウィギンス、アンディ・シンプキンス、ジェフ・ハミルトン、ハワード・アルデン
- 『バラッズ』 - Scott Hamilton with Strings (1993年、Concord Jazz)[5]
- East of the Sun (1993年、Concord Jazz)
- 『枯葉〜ザ・マン・プレイズ・リクエスト・スタンダーズ』 - The Man Plays Requested Standards (1993年、Concord Jazz)
- Organic Duke (1994年、Concord Jazz)
- Live at the Brecon Jazz Festival (1995年、Concord Jazz)
- Groovin' High: Live at EJ's (1996年、JLR)
- My Romance (1996年、Concord Jazz)
- After Hours (1997年、Concord Jazz)
- Christmas Love Song (1997年、Concord Jazz)
- The Red Door (1998年、Concord) ※with バッキー・ピザレリ
- Blues Bop & Ballads (1999年、Concord Jazz)
- Jazz Signatures (2001年、Concord Jazz)
- 『ライヴ・イン・ロンドン』 - Scott Hamilton Quartet Live in London (2003年、Concord Jazz)
- 『ヘヴィ・ジュース』 - Heavy Juice (2004年、Concord Jazz) ※with ハリー・アレン
- 『バック・イン・ニューヨーク』 - Back in New York (2005年、Concord Jazz)
- 『ノクターン・アンド・セレナーデ』 - Nocturnes & Serenades (2006年、Concord Jazz)
- Live at Jazztone Loerrach (2006年、Satin Doll) ※with オラフ・プーツシーン
- Zootcase (2007年、Woodville) ※with アラン・バーンズ
- 『アクロス・ザ・トラックス』 - Across the Tracks (2008年、Concord Jazz)
- Mainstream Giants of Jazz (2009年、Robinwood)
- 『ライヴ・アット・ネフェルティティ』 - Live At Nefertiti (2009年、Stunt) ※スコット・ハミルトン・スカンジナビアン・ファイヴ名義
- Midnight at Nola's Penthouse (2010年、Arbors) ※with ロッサノ・スポーティエロ
- Hi-Ya (2010年、Woodville) ※with アラン・バーンズ
- A Splendid Trio (2011年、Arbors) ※with ハワード・アルデン、フランク・テイト
- Tight but Loose (2011年、Organic) ※with ダスコ・ゴイコヴィッチ
- Scott Hamilton Meets Jesper Thilo (2011年、Stunt)
- How About You (2011年、Organic) ※with Bernard Pichl
- 'Round Midnight (2012年、Challenge) ※with ハリー・アレン
- Remembering Billie (2013年、Blue Duchess)
- Swedish Ballads & More (2013年、Stunt) ※with ヤン・ラングレン
- 『アイ・クッド・ライト・ア・ブック』 - I Could Write a Book (2013年、Fone) ※with アンドレア・ポッツァ
- 『ライブ・アット・スモールズ』 - Live at Smalls (2014年、Smallslive)
- Scott Hamilton Plays with the Dany Doriz Caveau de la Huchette Orchestra (2014年、Frémeaux & Associés)
- 『ビーン・アンド・ザ・ボーイズ』 - Bean and the Boys (2015年、Fone) ※with パオロ・ビッロ、アルフレッド・クラーマー
- 『フー・ケアーズ?』 - Who Cares? (2015年、Fone) ※with アンドレア・ポッツァ
- Live in Bern (2015年、Capri) ※with ジェフ・ハミルトン
- Second Time Around (2015年、Organic) ※with ダスコ・ゴイコヴィッチ
- Scott Hamilton Plays Jule Styne (2015年、Blue Duchess)
- 『イッツ・マジック』 - It's Magic (2015年、Venus) ※2006年録音 with エディ・ヒギンズ、ケン・ペプロウスキー
- The Shadow of Your Smile (2016年、Blau)
- Live! (2016年、Gac) ※with ハリー・アレン
- La Rosita (2016年、Blau)
- 『ザ・ベスト・シングス・イン・ライフ』 - The Best Things in Life (2016年、Stunt) ※with カーリン・クローグ
- 『バラード・フォー・オーディオファイル』 - Ballads for Audiophiles (2017年、Fone) ※with パオロ・ビッロ、アルフレッド・クラーマー、アルド・ズニーノ
- Triple Treat (2017年) ※with リー・クライン、フランセスカ・タンドイ
- Meets the Piano Players (2017年、Organic)
- The Things We Did Last Summer (2017年、Blau) ※with チャンピアン・フルトン
- Moon Mist (2018年、Blau)
- 『ライヴ・アット・陰涼寺』 - Live at Inryoji (2019年、All Art)
- 『デニッシュ・バラード&モア』 - Danish Ballads... & More (2019年、Stunt)
- 『ピュア・イマジネーション』 - Pure Imagination (2019年、Fonè Jazz) ※with パオロ・ビッロ
- More Pure Imagination (2019年、Fonè Jazz) ※with パオロ・ビッロ
- 『ライク・ザ・ブライテスト・スター』 - Like The Brightest Star (2019年、Venus) ※スリー・テナーズ名義 with ケン・ペプロウスキー、ハリー・アレン
- Street of Dreams (2019年、Blau)
- 『ライヴ・アット・ムゼオ・ピアッジオ』 - Live at Museo Piaggio (2020年、Fone)
- 『ライヴ・アット・ザ・ジャズ・ルーム』 - Live at the Jazz Room (2021年、Timeless/Solid) ※2013年録音 with レイン・デ・グラーフ
- 『クラシックス』 - Classics (2021年、Stunt)
- 『ポインシアナ』 - Poinciana (2021年、Fonè Jazz)
- 『ライヴ・アット・デ・トア』 - Live At De Tor (2023年、Solid) ※1974年録音 with レイン・デ・グラーフ

### 参加アルバム
ルビー・ブラフ
- Mr. Braff to You (1986年、Phontastic)
- 『Vol.1〜酒とバラの日々』 - Volume One (1991年、Concord Jazz)
- 『Vol.2〜ホワッツ・ニュー』 - Volume Two (1992年、Concord Jazz)
- For the Last Time (2008年、Arbors)

ローズマリー・クルーニー
- 『カミング・アップ』 - Everything's Coming Up Rosie (1977年、Concord Jazz)
- 『ヒアズ・マイ・レディ』 - Here's to My Lady (1979年、Concord Jazz)
- 『ガーシュイン作品集』 - Rosemary Clooney Sings the Lyrics of Ira Gershwin (1980年、Concord Jazz)
- 『ウィズ・ラブ』 - With Love (1981年、Concord Jazz)
- 『コール・ポーター作品集』 - Rosemary Clooney Sings the Music of Cole Porter (1982年、Concord Jazz)
- 『ハロルド・アーレン集』 - Rosemary Clooney Sings the Music of Harold Arlen (1983年、Concord Jazz)
- 『アーヴィング・バーリン作品集』 - Rosemary Clooney Sings the Music of Irving Berlin (1984年、Concord Jazz)
- 『シングズ・バラッズ』 - Rosemary Clooney Sings Ballads (1985年、Concord)
- Rosemary Clooney Sings the Music of Jimmy Van Heusen (1986年、Concord Jazz)
- Rosemary Clooney Sings the Lyrics of Johnny Mercer (1987年、Concord Jazz)
- Show Tunes (1989年、Concord Jazz)
- 『フォー・ザ・デュレイション』 - For The Duration (1991年、Concord Jazz)
- 『ドゥ・ユー・ミス・ニューヨーク?』 - Do You Miss New York? (1993年、Concord Jazz)

その他
- ハリー・アレン : 『ジャスト・ユー、ジャスト・ミー』 - Just You, Just Me (2003年、BMG/Novus)
- ハリー・アレン : 『スイング・ブラザーズ』 - Swing Brothers (2005年、Swingbros)
- ハリー・アレン : Stompin' the Blues (2008年、Arbors)
- カーリン・アリソン、スコット・ハミルトン、コンコード・ジャズ・フェスティバル・オールスターズ : Fujitsu-Concord 27th Jazz Festival (1996年、Concord) ※オムニバス
- トニー・ベネット & k.d.ラング : 『この素晴らしき世界』 - A Wonderful World (2002年、RPM/Columbia)
- ビル・ベリー : For Duke (1978年、M&K)
- エド・ビッカート : At Toronto's Bourbon Street (1983年、Concord Jazz)
- ジミー・ブルーノ : Live at Birdland II (1999年、Concord Jazz)
- ジョン・バンチ : 『ジョンズ・アザー・バンチ』 - John's Other Bunch (1977年、Famous Door)
- チャーリー・バード : 『ワンダフル・ワールド』 - It's a Wonderful World (1989年、Concord Jazz)
- チャーリー・バード : My Inspiration (1999年、Concord Picante)
- ベニー・カーター : 『ジェントルマン』 - A Gentleman and His Music (1985年、Concord Jazz)
- ダニー・ドリス : Scott Hamilton Plays with The Dany Doriz Caveau De La Huchette Orchestra (2014年、Fremeaux & Associes)
- デューク・エイセス : 『デューク・ミーツ・コンコード・ジャズ・オール・スターズ』 - Duke Meets Concord Jazz All Stars (1996年、Toshiba)
- マンフレッド・フェスト : Oferenda (1993年、Concord Picante)
- クリス・フローリー & デューク・ロビラード : Blues in My Heart (2007年、Stony Plain)
- クリス・フローリー : The Chris Flory Quintet Featuring Scott Hamilton (2011年、Arbors)
- J・ガイルズ : Jay Geils Plays Jazz! (2005年、Stony Plain)
- スティーヴ・グッドマン : Say It in Private (1977年、Asylum)
- ウディ・ハーマン : 『コンコード・ジャム'80』 - Presents a Concord Jam Volume 1 (1981年、Concord Jazz)
- ウディ・ハーマン : 『ア・グレイト・アメリカン・イヴニング』 - A Great American Evening Vol. 3 (1983年、Concord Jazz)
- エディ・ヒギンズ : 『煙が目にしみる』 - Smoke Gets in Your Eyes (2002年、Venus)
- エディ・ヒギンズ : 『マイ・フーリッシュ・ハート』 - My Foolish Heart (2002年、Venus)
- エディ・ヒギンズ : 『マイ・ファニー・バレンタイン』 - My Funny Valentine (2005年、Venus)
- エディ・ヒギンズ : 『ハンドフル・オブ・スターズ』 - A Handful of Stars (2009年、Venus)
- アンリ菅野 : 『ラヴ・スケッチ』 - Love Sketch (1996年、EMI)
- 北村英治 : 『ディア・フレンズ』 - Dear Friends (1980年、Concord Jazz)
- ブライアン・レモン & ロイ・ウィリアムズ : How Long Has This Been Going On? (1996年、Zephyr)
- ティナ・メイ : I'll Take Romance (2003年、Linn)
- スザンナ・マッコークル : Sabia (1990年、Concord Jazz)
- デイヴ・マッケンナ : 『ノー・ホールズ・バード』 - No Holds Barred (1979年、Famous Door)
- ブッチ・マイルス : 『マイルス・アンド・マイルス・スウィング』 - Miles and Miles of Swing (1978年、Famous Door)
- アンドレア・モティス : Live at Jamoboree Barcelona (2013年、Swit)
- レッド・ノーヴォ : 『レッド・イン・ニューヨーク』 - Red in New York (1977年、Famous Door)
- ジェリー・マリガン : 『ソフト・ライツ&スウィート・ミュージック』 - Soft Lights & Sweet Music (1986年、Concord Jazz)
- ケン・ペプロウスキー : 『ミスター・ジェントル・アンド・ミスター・クール』 - Mr. Gentle and Mr. Cool (1990年、Concord Jazz)
- フリップ・フィリップス : Flip Philllips Celebrates His 80th Birthday at the March of Jazz 1995 (2003年、Arbors)
- デューク・ロビラード : Swing (1987年、Rounder)
- デューク・ロビラード : A Swinging Session with Duke Robillard (2008年、DixieFrog)
- ジェス・ローデン : 『愛の狩人』 - The Player Not the Game (1977年、Island)
- ルームフル・オブ・ブルース : The First Album (1988年、Varrick)
- ズート・シムズ : 『イット・ハッド・トゥ・ビー・ユー』 - It Had To Be You (2000年、Gemini)
- デレク・スミス : 『ザ・マン・アイ・ラヴ』 - The Man I Love (1978年、Progressive)
- マキシン・サリヴァン : 『サムシング・トゥ・リメンバー』 - Uptown (1985年、Concord Jazz)
- マキシン・サリヴァン : 『スウィンギン・スウィート』 - Swingin' Sweet (1988年、Concord Jazz)
- カル・ジェイダー : 『シャイニング・シー』 - The Shining Sea (1981年、Concord Jazz)
- カル・ジェイダー : Both Sides of the Coin (2001年、Concord Picante)
- ラリー・ブッコビッチ : Somethin' Special (2011年、Tetrachord Music)
- ウォーレン・ヴァシェ : Blues Walk (1978年、Dreamstreet)
- ボブ・ウィルバー : 『ボブ・ウィルバー・アンド・ザ・スコット・ハミルトン・カルテット』 - Bob Wilber and the Scott Hamilton Quartet (1977年、Chiaroscuro)